# IES Torredembarra
L'IES Torredembarra és una obra de Torredembarra (Tarragonès) inclosa a l'Inventari del Patrimoni Arquitectònic de Catalunya.

## Descripció
Edifici situat en un petit turó en els límits del municipi, amb vistes a la mar i al Camp de Tarragona. De planta quadrada, aquest immoble compta amb tres nivells i un gran pati central que permet distribuir diversos espais al seu voltant. Al cos central, de forma cúbica, s'hi afegeix, com si es tracés d'un avançament del complex, un volum d'una sola planta destinat a l'administració i direcció, orientat cap a l'oest i encarregat de fer de recepció. A l'est està el gimnàs, al costat de les pistes esportives. Hi predominen la horitzontalitat i les formes rectangulars. Tot el conjunt està arrebossat de blanc, amb la voluntat de combinar formes racionalistes amb referències mediterrànies, unes referències que també s'observen en les persianes de llibret.
L'edifici va obtenir el premi FAD 1997, en l'aparat Premi d'Opinió.